# Тандефельт, Адольф Оттонович
Барон (с 1809) Адольф Оттонович Тандефельт (фин. Adolf Tandefelt; 8 августа 1747, Тавастланд, Королевство Швеция — 5 января 1822, Гельсингфорс, Великое княжество Финляндское, Российская империя) — шведский и российский финляндский государственный деятель, тайный советник. Родоначальник баронского рода Тандефельт.

## Карьера при шведском правлении
Родился в 1747 году. Окончил Королевскую академию в Або (совр. Турку), получив образование юриста, после чего занимал различные должности в Апелляционном суде (гофгерихте) Ваасы; в 1775 году был назначен советником суда. В 1778—1782 году исполнял обязанности губернатора Вазаской губернии (лена; тогда — в составе Швеции), в 1782—1785 являлся губернатором Улеаборгской губернии, в 1785—1794 годах снова возглавлял Вазаскую губернию, теперь уже в качестве полноправного губернатора.  
После отставки Адольф Тандефельт, которому не было еще и 50 лет, несколько лет прожил в своём загородном имении. В 1799 году он вернулся на службу и был назначен исполняющим обязанности губернатора Эребру. В 1800–1805 годах Тандефельт был членом Верховного суда в Стокгольме, после чего был назначен председателем Апелляционного суда (гофгерихта) Або. Несколько раз являлся членом риксдага — парламента Швеции.

## Карьера при российском правлении
После присоединения Финляндии к России, Тандефельт стал одним из самых высокопоставленных сановников, продолживших свою карьеру при новой власти. Участвовал в Боргоском сейме. Был возведён в баронское достоинство (1809) и награждён орденом Святого Александра Невского (1816).
Скончался Тандефельт в 1822 году в Гельсингфорсе (совр. Хельсинки).